# 余店镇 (新蔡县)
余店镇，是中华人民共和国河南省驻马店市新蔡县下辖的一个乡镇级行政单位。

## 行政区划
余店镇下辖以下地区：
余店村、东王庄村、后李庄村、郭店村、汪田庄村、胡营村、二宋庄村、张桥村、姜庙村、八里岗村、黄围孜村、大王庄村、余围孜村、韩店村、赵庄村、港南村、马港村、王港村、顺河店村和黄湾村。